# Sonate pour piano et violon en mi bémol majeur K. 481
La Sonate pour violon no 33 en mi bémol majeur K. 481 est une sonate pour violon et piano de Mozart. Composée à Vienne le 12 décembre 1785, elle est publiée en 1786 par Hoffmeister. Qualifié sévèrement de « musique galante de salon » par Girdlestone, c'est pour d'autres une des œuvres de musique de chambre de Mozart parmi les plus accomplie, notamment par la profondeur de l'adagio central dans la tonalité rare de la bémol majeur. Les trois mouvement sont dans une relation de parfait équilibre .
L'autographe était à la Bibliothèque d'État de Berlin et a disparu à la fin de la guerre. Une photocopie est en possession du Mozarteum et une autre se trouve à la Librairie du Congrès.

## Analyse de l'œuvre
Introduction du Molto Allegro
La lecture audio n'est pas prise en charge dans votre navigateur. Vous pouvez télécharger le fichier audio.
Première reprise de l'Adagio:
La lecture audio n'est pas prise en charge dans votre navigateur. Vous pouvez télécharger le fichier audio.
Première reprise du Thème:
La lecture audio n'est pas prise en charge dans votre navigateur. Vous pouvez télécharger le fichier audio.
La sonate se compose de trois mouvements:
1. Molto Allegro, en mi bémol majeur, à 
, 252 mesures, 1 section répétée 2 fois (mesures 1 à 92) - partition
2. Adagio, en la bémol majeur, à , 108 mesures, 2 sections répétées 2 fois (mesures 1 à 8, mesures 9 à 16) - partition
3. Thème et variations: Allegretto (Thema et 6 variations), en mi bémol majeur, à 
, Thema et variations I à IV : 20 mesures (2 sections répétées 2 fois, mesures 1 à 8, mesures 9 à 20), variation V, 49 mesures, variation VI (enchaînée avec la variation V) , Allegro, à 
, 78 mesures   - partition

L'Allegro molto est un mouvement de forme sonate à trois sujets. L'Adagio est un rondo à deux couplets et reprises variés du sujet principal. La coda reprend des motifs des couplets procédé typiquement mozartien. Le Thème et variations est une série de six variations sur un thème de vingt mesures (8+12) sans aucune variation adagio ou mineure.
- Durée d'exécution: 22 minutes.
- Curiosité : le célèbre violoniste Arthur Grumiaux a enregistré cette sonate en tenant la partie de violon et de piano (re-recording - 1959).